# Serena Sáenz i Molinero
Serena Sáenz i Molinero   (Barcelona, 1994) és una cantant d'òpera catalana amb veu de soprano.

## Trajectòria
Serena Sáenz va començar a cantar en cors als dotze anys i aviat va participar com a solista en òperes infantils. Va estudiar cant al Conservatori Superior de Música del Liceu amb Dolors Aldea i a la Universitat de Música Hanns Eisler de Berlín amb Anna Samuil, i també s'ha format en ballet i dansa moderna. Des de la temporada 2015/2016 ha tingut l'oportunitat de treballar en papers com Belinda a Dido and Aeneas, Alice a Le Comte Ory de Gioachino Rossini i Gretel a Hänsel i Gretel.
Del 2018 al 2020 va ser membre de la International Opera Studio de la berlinesa Staatsoper Unter den Linden on va representar, entre d'altres, Pamina a La flauta màgica, l'ocell del bosc a Siegfried i Zerlina a Don Giovanni. El 2021 van fer el paper protagonista a Lucia di Lammermoor al Gran Teatre del Liceu. L'any 2022 va actuar com a Norina a Don Pasquale en una producció que va començar al Teatre La Faràndula de Sabadell, va debutar a l'Òpera de l'Estat de Viena com a Zerbinetta a Ariadne auf Naxos i va tancar l'any al Teatro Real de Madrid com a Lisa a La sonnambula.